# دراشکووا پولیانا
دراشکووا پولیانا (به بلغاری: Drashkova Polyana) یک منطقهٔ مسکونی در بلغارستان است که در شهرستان آپریلتسی واقع شده‌است.